# 讷伊 (安德尔-卢瓦尔省)
讷伊（法語：Neuil，法語發音：[nœj]）是法国安德尔-卢瓦尔省的一个市镇，位于该省中西部偏南，属于希农区。

## 地理
讷伊（47°10'17"N, 0°30'45"E）面积18.82 平方千米，位于法国中央-卢瓦尔河谷大区安德尔-卢瓦尔省，该省份为法国中西部省份，北起萨尔特省、东北接卢瓦-谢尔省，东南接安德尔省，南至维埃纳省，西临曼恩-卢瓦尔省。
与讷伊接壤的市镇（或旧市镇、城区）包括：圣埃潘、蒂卢兹、萨谢、维莱讷莱罗谢、阿翁莱罗什、芒斯河畔克里赛。

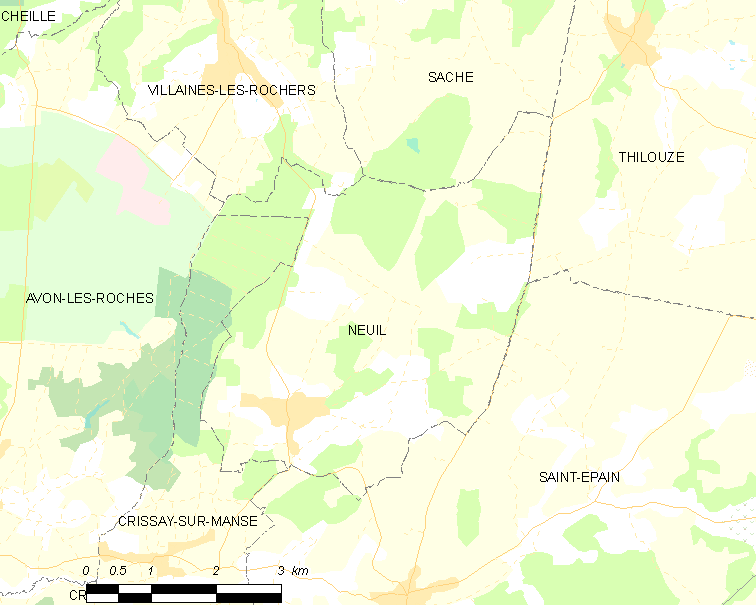
的OSM定位图

讷伊的时区为UTC+01:00、UTC+02:00（夏令时）。

## 行政
讷伊的邮政编码为37190，INSEE市镇编码为37165。

## 政治
讷伊所属的省级选区为图赖讷地区圣莫尔县。

## 人口

1962-2008年间人口变化图示

讷伊于2022年1月1日时的人口数量为424人。